# Tevin Kok
Tevin Kok, né le 20 octobre 1996, est un joueur de hockey sur gazon sud-africain. Il évolue au poste d'attaquant au Kearsney et avec l'équipe nationale sud-africaine.
Il participe aux Jeux olympiques d'été de 2020.

## Carrière

### Jeux olympiques
- Premier tour : 2020

### Jeux du Commonwealth
- Premier tour : 2018